# Etapa de São Paulo de 2009 (Fórmula Truck)
A Etapa de São Paulo foi a quinta corrida da temporada de 2009 da Fórmula Truck, realizada no dia 19 de julho. O vencedor da prova foi o paulista Roberval Andrade.